# Vorzeichenkonventionen in der allgemeinen Relativitätstheorie
Es gibt insgesamt drei Vorzeichenkonventionen in der allgemeinen Relativitätstheorie. Die drei Vorzeichen sind prinzipiell frei wählbar und werden von verschiedenen Autoren verschieden gewählt. Üblicherweise geben Autoren von Büchern oder Artikeln über die allgemeine Relativitätstheorie daher in der Einleitung an, welche Vorzeichen sie verwenden.

## Vorzeichen der Metrik
Das Vorzeichen der Minkowskimetrik kann auf verschiedene Weise gewählt werden. Eine mögliche Konvention ist
{\displaystyle \eta _{\mu \nu }={\begin{bmatrix}1&0&0&0\\0&-1&0&0\\0&0&-1&0\\0&0&0&-1\end{bmatrix}}\equiv \operatorname {diag} (1,-1,-1,-1)}.
Die andere Konvention lautet
{\displaystyle \eta _{\mu \nu }={\begin{bmatrix}-1&0&0&0\\0&1&0&0\\0&0&1&0\\0&0&0&1\end{bmatrix}}\equiv \operatorname {diag} (-1,1,1,1)}.
In der allgemeinen Relativitätstheorie lassen sich nur die Vorzeichen der Eigenwerte der Metrik festlegen. Die oben zuerst genannte Möglichkeit entspricht einem positiven und drei negativen Eigenwerten. Ein Vorteil ist, dass zeitartige Vektoren, also physikalisch sinnvolle Bewegungsvektoren positive Länge haben. Die oben als zweite genannte Möglichkeit entspricht drei positiven und einem negativen Eigenwert. Diese hat den Vorteil, dass man mehr positive Eigenwerte hat, was oft die Rechnung vereinfacht, indem es die Anzahl der Minuszeichen reduziert. Außerdem ist es die natürliche Verallgemeinerung der Metrik im euklidischen Raum, da die Zeit als spezielle Koordinate hinzukommt. Dadurch ändert sich auch das Vorzeichen der Determinante der Metrik nicht, wenn die Theorie auf mehr Dimensionen erweitert wird.

## Vorzeichen des Krümmungstensors
Der riemannsche Krümmungstensor ist definierbar als
{\displaystyle R(u,v)w=\pm \left([\nabla _{u},\nabla _{v}]w-\nabla _{[u,v]}w\right)}.
In Koordinaten entsprechen diese beiden Möglichkeiten
{\displaystyle {R^{\rho }}_{\lambda \mu \nu }=\pm \left(\partial _{\mu }\Gamma _{\nu \lambda }^{\rho }+\Gamma _{\mu \tau }^{\rho }\Gamma _{\lambda \nu }^{\tau }-\partial _{\nu }\Gamma _{\mu \lambda }^{\rho }-\Gamma _{\nu \tau }^{\rho }\Gamma _{\lambda \mu }^{\tau }\right)}.
In der Formel wurde die einsteinsche Summenkonvention verwendet.

## Vorzeichen in den Feldgleichungen
In den einsteinschen Feldgleichungen lassen sich
{\displaystyle R_{\mu \nu }-{\frac {R}{2}}g_{\mu \nu }=\kappa T_{\mu \nu }=\pm {\frac {8\pi G}{c^{4}}}T_{\mu \nu }}
schreiben.

## Vorzeichen des Riccitensors
Während die drei zuvor genannten Vorzeichen alle unabhängig voneinander sind, lässt sich das Vorzeichen des Ricci-Tensors als Produkt der Vorzeichen von Feldgleichungen und Krümmungstensor auffassen. Der Riccitensor lässt sich definieren als
{\displaystyle R_{\mu \nu }=\pm {R^{\lambda }}_{\mu \lambda \nu }}
Das obere Vorzeichen erhält man, falls man als Vorzeichen von Feldgleichungen und Krümmungstensor jeweils das obere oder jeweils das untere Vorzeichen gewählt hat. Das untere Vorzeichen erhält man, wenn man bei Feldgleichungen und Krümmungstensor einmal das obere und beim anderen das untere Vorzeichen gewählt hat. Man kann also von den Vorzeichen von Feldgleichungen, Ricci-Tensor und Krümmungstensor zwei auswählen, die man per Konvention festlegt. Das dritte wird dann automatisch fixiert.